# Lijst van voetbalinterlands Luxemburg - Roemenië
Deze lijst van voetbalinterlands is een overzicht van alle officiële voetbalwedstrijden tussen de nationale teams van Luxemburg en Roemenië. De landen speelden tot op heden zes keer tegen elkaar. De eerste ontmoeting, een kwalificatiewedstrijd voor het Europees kampioenschap voetbal 2004, werd gespeeld in Luxemburg op 16 oktober 2002. Het laatste duel, een kwalificatiewedstrijd voor het Europees kampioenschap voetbal 2012, vond plaats op 2 september 2011 in de Luxemburgse hoofdstad.

## Wedstrijden
| № | Plaats       | Datum            | Competitie           | Wedstrijd            | Uitslag |
| - | ------------ | ---------------- | -------------------- | -------------------- | ------- |
| 1 | Luxemburg    | 16 oktober 2002  | EK 2004 kwalificatie | Luxemburg – Roemenië | 0 – 7   |
| 2 | Ploiești     | 6 september 2003 | EK 2004 kwalificatie | Roemenië – Luxemburg | 4 – 0   |
| 3 | Piatra Neamț | 28 maart 2007    | EK 2008 kwalificatie | Roemenië – Luxemburg | 3 – 0   |
| 4 | Luxemburg    | 17 oktober 2007  | EK 2008 kwalificatie | Luxemburg – Roemenië | 0 – 2   |
| 5 | Piatra Neamț | 29 maart 2011    | EK 2012 kwalificatie | Roemenië – Luxemburg | 3 – 1   |
| 6 | Luxemburg    | 2 september 2011 | EK 2012 kwalificatie | Luxemburg – Roemenië | 0 – 2   |

## Samenvatting
| Competitie      | Totaal gespeeld | Winst Luxemburg | Gelijk | Winst Roemenië | Doelsaldo Luxemburg – Roemenië |
| --------------- | --------------- | --------------- | ------ | -------------- | ------------------------------ |
| EK-kwalificatie | 6               | 0               | 0      | 6              | 1 − 21                         |
| Totaal          | 6               | 0               | 0      | 6              | 1 − 21                         |

## Details

### Eerste ontmoeting
| EK 2004 kwalificatie (Luxemburg, Luxemburg, 16 oktober 2002): |       | |
| Luxemburg                                                     | 0 – 7 | Roemenië |
|                                                               | goals | 2' Viorel Moldovan 5' Viorel Moldovan 24' Mirel Rădoi 45' Cosmin Contra 47' Cosmin Contra 80' Tiberiu Ghioane 87' Cosmin Contra |

### Tweede ontmoeting
| EK 2004 kwalificatie (Ploiești, Roemenië, 6 september 2003):     |       |           |
| Roemenië                                                         | 4 – 0 | Luxemburg |
| Adrian Mutu 39' Daniel Pancu 42' Ioan Ganea 43' Florin Bratu 77' | goals |           |

### Derde ontmoeting
| EK 2008 kwalificatie (Piatra Neamț, Roemenië, 28 maart 2007): |              |                                       |
| Roemenië                                                      | 3 – 0        | Luxemburg                             |
| Adrian Mutu 26' Cosmin Contra 56' Ciprian Marica 90'          | goals        |                                       |
| Dorin Goian 43'                                               | gele kaarten | 62' Claudio Lombardelli 68' Ben Payal |

### Vierde ontmoeting
| EK 2008 kwalificatie (Luxemburg, Luxemburg, 17 oktober 2007): |              |                                        |
| Luxemburg                                                     | 0 – 2        | Roemenië                               |
|                                                               | goals        | 42' Florentin Petre 61' Ciprian Marica |
|                                                               | gele kaarten | 61' Ciprian Marica 71' Florentin Petre |

### Vijfde ontmoeting
| EK 2012 kwalificatie (Piatra Neamț, Roemenië, 29 maart 2011): |              |                                 |
| Roemenië                                                      | 3 – 1        | Luxemburg                       |
| Adrian Mutu 24' Adrian Mutu 68' Ianis Zicu 78'                | goals        | 22' Lars Gerson                 |
| Gabriel Tamaș 36' Adrian Ropotan 87'                          | gele kaarten | 18' Guy Blaise 82' Mario Mutsch |

### Zesde ontmoeting
| EK 2012 kwalificatie (Luxemburg, Luxemburg, 2 september 2011): |              |                                                        |
| Luxemburg                                                      | 0 – 2        | Roemenië                                               |
|                                                                | goals        | 34' Gabriel Torje 45' Gabriel Torje                    |
|                                                                | gele kaarten | 19' Gabriel Torje 66' Dorin Goian 90+2' Bănel Nicoliță |

FLF · A-internationals · Bondscoaches · Statistieken · Luxemburgs vrouwenelftal · Luxemburg U21 · Luxemburg U19 · Luxemburg U18 · Luxemburg U17 · Luxemburg U16
1911 – 1919 ·
1920 – 1929 ·
1930 – 1939 ·
1940 – 1949 ·
1950 – 1959 ·
1960 – 1969 ·
1970 – 1979 ·
1980 – 1989 ·
1990 – 1999 ·
2000 – 2009 ·
2010 – 2019 ·
2020 − 2029
OS 1920 · 
OS 1924 · 
OS 1928 · 
OS 1936 · 
OS 1948 · 
OS 1952
1911 · 
1912 · 
1913 · 
1914 · 
1915 · 1916 · 1917 · 1918 · 1919 · 
1920 · 
1921 · 1922 · 1923 · 
1924 · 
1925 · 1926 · 
1927 · 
1928 · 
1929 · 1930 · 1931 · 1932 · 1933 · 
1934 · 
1935 · 
1936 · 
1937 · 
1938 · 
1939 · 
1940 · 
1941 · 1942 · 1943 · 1944 · 
1945 · 
1946 · 
1947 · 
1948 · 
1949 · 
1950 · 
1952 · 
1952 · 
1953 · 
1954 · 
1955 · 
1956 · 
1957 · 
1958 · 
1959 · 
1960 · 
1961 · 
1962 · 
1963 · 
1964 · 
1965 · 
1966 · 
1967 · 
1968 · 
1969 · 
1970 · 
1971 · 
1972 · 
1973 · 
1974 · 
1975 · 
1976 · 
1977 · 
1978 · 
1979 · 
1980 · 
1981 · 
1982 · 
1983 · 
1984 · 
1985 · 
1986 · 
1987 · 
1988 · 
1989 · 
1990 · 
1991 · 
1992 · 
1993 · 
1994 · 
1995 · 
1996 · 
1997 · 
1998 · 
1999 · 
2000 · 
2001 · 
2002 · 
2003 · 
2004 · 
2005 · 
2006 · 
2007 · 
2008 · 
2009 · 
2010 · 
2011 · 
2012 · 
2013 · 
2014 · 
2015 ·
2016 ·
2017 ·
2018 ·
2019 ·
2020 ·
2021
Afghanistan ·
Albanië ·
Algerije ·
Armenië ·
Azerbeidzjan ·
België ·
Bosnië en Herzegovina ·
Brazilië ·
Bulgarije ·
Canada ·
Cyprus ·
DDR ·
Denemarken ·
(West-)Duitsland ·
Egypte ·
Engeland ·
Estland ·
Faeröer ·
Finland ·
Frankrijk ·
Gambia ·
Georgië ·
Griekenland ·
Hongarije ·
Ierland ·
IJsland ·
Israël ·
Italië ·
Japan ·
Joegoslavië ·
Kaapverdië ·
Kameroen ·
Kazachstan ·
Letland ·
Liechtenstein ·
Litouwen ·
Madagaskar ·
Malta ·
Marokko ·
Mexico ·
Moldavië ·
Montenegro ·
Myanmar ·
Nederland ·
Nigeria ·
Noord-Ierland ·
Noord-Macedonië ·
Noorwegen ·
Oekraïne ·
Oostenrijk ·
Polen ·
Portugal ·
Qatar ·
Roemenië ·
Rusland ·
San Marino ·
Saoedi-Arabië ·
Schotland ·
Senegal ·
Servië ·
Servië en Montenegro ·
Slovenië ·
Slowakije ·
Sovjet-Unie ·
Spanje ·
Thailand ·
Togo ·
Tsjechië ·
Tsjecho-Slowakije ·
Turkije ·
Uruguay ·
Verenigde Staten ·
Wales ·
Wit-Rusland ·
Zuid-Korea ·
Zweden ·
Zwitserland
FRF · A-internationals · Selecties · Bondscoaches · Statistieken · Roemeens vrouwenelftal · Olympisch elftal · Roemenië U21 · Roemenië U20 · Roemenië U19 · Roemenië U18 · Roemenië U17 · Roemenië U16
1922 – 1929 · 
1930 – 1939 · 
1940 – 1949 · 
1950 – 1959 · 
1960 – 1969 · 
1970 – 1979 · 
1980 – 1989 · 
1990 – 1999 · 
2000 – 2009 · 
2010 – 2019 · 
2020 – 2029
EK's: 1984 · 
1996 · 
2000 · 
2008 · 
2016 · 
2024
WK's: 1930 · 
1934 · 
1938 · 
1970 · 
1990 · 
1994 · 
1998
OS: 1924 · 
1952 · 
1964 · 
2020
1922 · 
1923 · 
1924 · 
1925 · 
1926 · 
1927 · 
1928 · 
1929 · 
1930 · 
1931 · 
1932 · 
1933 · 
1934 · 
1935 · 
1936 · 
1937 · 
1938 · 
1939 · 
1940 · 
1941 · 
1942 · 
1943 · 
1944 · 
1945 · 
1946 · 
1947 · 
1948 · 
1949 · 
1950 · 
1952 · 
1952 · 
1953 · 
1954 · 
1955 · 
1956 · 
1957 · 
1958 · 
1959 · 
1960 · 
1961 · 
1962 · 
1963 · 
1964 · 
1965 · 
1966 · 
1967 · 
1968 · 
1969 · 
1970 · 
1971 · 
1972 · 
1973 · 
1974 · 
1975 · 
1976 · 
1977 · 
1978 · 
1979 · 
1980 · 
1981 · 
1982 · 
1983 · 
1984 · 
1985 · 
1986 · 
1987 · 
1988 · 
1989 · 
1990 · 
1991 · 
1992 · 
1993 · 
1994 · 
1995 · 
1996 · 
1997 · 
1998 · 
1999 · 
2000 · 
2001 · 
2002 · 
2003 · 
2004 · 
2005 · 
2006 · 
2007 · 
2008 · 
2009 · 
2010 · 
2011 · 
2012 · 
2013 · 
2014 · 
2015 ·
2016 ·
2017 ·
2018 ·
2019 ·
2020 ·
2021 ·
2022 ·
2023
Albanië ·
Algerije ·
Andorra ·
Argentinië ·
Armenië ·
Australië ·
Azerbeidzjan ·
België ·
Bolivia ·
Bosnië en Herzegovina ·
Brazilië ·
Bulgarije ·
Chili ·
China ·
Colombia ·
Congo-Kinshasa ·
Cuba ·
Cyprus ·
DDR ·
Denemarken ·
Duitsland ·
Ecuador ·
Egypte ·
Engeland ·
Estland ·
Faeröer ·
Finland ·
Frankrijk ·
Georgië ·
Griekenland ·
Honduras ·
Hongarije ·
Ierland ·
IJsland ·
Irak ·
Iran ·
Israël ·
Italië ·
Ivoorkust ·
Japan ·
Joegoslavië ·
Kameroen ·
Kazachstan · 
Kosovo · 
Kroatië ·
Letland ·
Liechtenstein ·
Litouwen ·
Luxemburg ·
Malta ·
Marokko ·
Mexico ·
Moldavië ·
Montenegro ·
Nederland ·
Nigeria ·
Noord-Ierland ·
Noord-Macedonië ·
Noorwegen ·
Oekraïne ·
Oostenrijk ·
Paraguay ·
Peru ·
Polen ·
Portugal ·
Rusland ·
San Marino ·
Schotland ·
Servië ·
Slovenië ·
Slowakije ·
Sovjet-Unie ·
Spanje ·
Trinidad en Tobago ·
Tsjechië ·
Tsjecho-Slowakije ·
Tunesië ·
Turkije ·
Turkmenistan ·
Uruguay ·
Verenigde Arabische Emiraten ·
Verenigde Staten ·
Wales ·
Wit-Rusland ·
Zuid-Korea ·
Zweden ·
Zwitserland
Albanië (2016) · 
Frankrijk (2008) · 
Frankrijk (2016) · 
Italië (2008) · 
Nederland (2008) · 
Zwitserland (2016)